# ラトナ (敷設巡洋艦)
|          |                                                   |
| 艦歴     |                                                   |
| 発注     | 1938年12月23日                                    |
| 起工     | 1939年4月4日                                      |
| 進水     | 1940年8月20日                                     |
| 就役     | 1941年5月4日                                      |
| 退役     |                                                   |
| その後   | 1941年10月25日に戦没                              |
| 除籍     |                                                   |
| 性能諸元 |                                                   |
| 排水量   | 基準：2,650トン、満載：3,415トン                  |
| 全長     | 418 ft (127 m)                                    |
| 全幅     | 40 ft (12 m)                                      |
| 吃水     | 16 ft (4.9 m)                                     |
| 機関     | 3缶、ギアード・タービン、2軸推進、72,000 shp      |
| 最大速   | 40ノット (74 km/h)                                |
| 乗員     | 242名                                             |
| 兵装     | 4.7インチ砲6門、2ポンド砲4門、ヴィッカース機銃8基 |
| モットー | Vestigia nostra cavate: "Beware our tracks"       |

ラトナ (HMS Latona) はイギリス海軍の機雷敷設艦。アブディール級。艦名はギリシャ神話のレートーのラテン語表記に由来し、この名をつけられたイギリス海軍で4隻目の艦艇である。

## 艦歴
サウサンプトンのソーニクロフト社で建造。1939年4月4日起工。1940年8月20日進水。1941年5月4日竣工。
グラスゴーで北アフリカの陸軍向けの物資や、海軍と空軍の人員などをのせ、ラトナは喜望峰周りでアレクサンドリアへと向かった。グリーノックで給油後、5月16日に同地発。5月20日、ジブラルタル着。追加の物資を積み、5月21日ジブラルタル発。フリータウン、セントヘレナ、サイモンズタウン、ダーバン、モンバサ、アデンを経由し、6月19日にスエズ運河南端のタウフィーク港に到着。6月20日にスエズ運河を通過し、ポートサイドを経て翌日アレクサンドリアに到着して地中海艦隊に加わった。
1941年7月、エジプトからキプロスへの部隊移送を目的としたギロチン作戦に参加し、人員輸送に従事した。8月以降は敵の包囲下にあったトブルクとアレクサンドリアと間で兵員や物資の輸送に従事した。そのような作戦の一つ、カルティヴェイト作戦に駆逐艦「ヒーロー」、「エンカウンター」、「ホットスパー」と共に参加中の1941年10月25日、作戦参加部隊は敵機の攻撃を受けて「ラトナ」に爆弾が命中、炎上し航行不能となった。さらに弾薬も誘爆し、「ラトナ」は沈没した。